# Batoemi
Batoemi (ook Batoem, Batumi of Batoum, Georgisch: ბათუმი) is met 179.185 inwoners (2023) de tweede grootste stad van Georgië en is de hoofdstad van de autonome republiek Adzjarië. De stad ligt in het zuidwesten van Georgië aan de Zwarte Zee, dicht bij de Turkse grens, op de plaats van een oude Griekse kolonie. Het is een belangrijk aardolieraffinage- en scheepvaartcentrum en het is een van de vijf zelfstandige stadsgemeenten. In de 21e eeuw is de stad uitgegroeid tot een belangrijke toeristische trekpleister, dankzij een gerichte stadsrenovatie en -modernisering die na de Rozenrevolutie van 2003 werd ingezet.

## Geschiedenis

Parken in Batoemi met de Adzjaarse bergen op de achtergrond.

Batoemi staat sinds de 11e eeuw bekend om zijn vestingwerken. De stad maakt al sinds de middeleeuwen deel uit van Georgië, maar kwam in de 16e eeuw onder Ottomaanse heerschappij. In de 18de eeuw werd de Georgische bevolking geïslamiseerd en sindsdien profileren de inwoners zich als Adzjaren. De provincie Batoemi werd in 1878 door Rusland geannexeerd op basis van het op 23 maart van dat jaar bekrachtigde Verdrag van San Stefano tussen Rusland en het Ottomaanse Rijk. Het gebied viel vervolgens onder het Gouvernement Koetais. In deze periode kwam de grootschalige aanleg van spoorlijnen in het Russische Rijk op gang, ook in Transkaukasië. 
In 1883 werd de aanleg van de spoorlijn tussen Bakoe en Batoemi afgerond met financiële hulp van de familie Rothschild, die deze verbinding wenste met het oog op de oliehandel. Hiermee werd voor de havenstad Batoemi een nieuwe fase ingeluid. De Batum Oil Refining and Trading Company (Bnito), die was overgenomen door Baron Alphonse Rothschild, bouwde in Batoemi olieopslagtanks en raffinaderijen, waardoor de stad kon uitgroeien tot een van de grootste oliehavens van die tijd. In 1907 volgde na tien jaar bouw de opening van de Bakoe-Batoemi oliepijpleiding, destijds met 885 kilometer de langste ter wereld. Jozef Stalin arriveerde eind 1901 in de stad om revolutionaire stakingen te organiseren bij de Bnito-olieraffinaderijen van Rothschild, die in 1902 uitliepen op bloedige confrontaties tussen demonstranten en de politie.

### 1918-1921

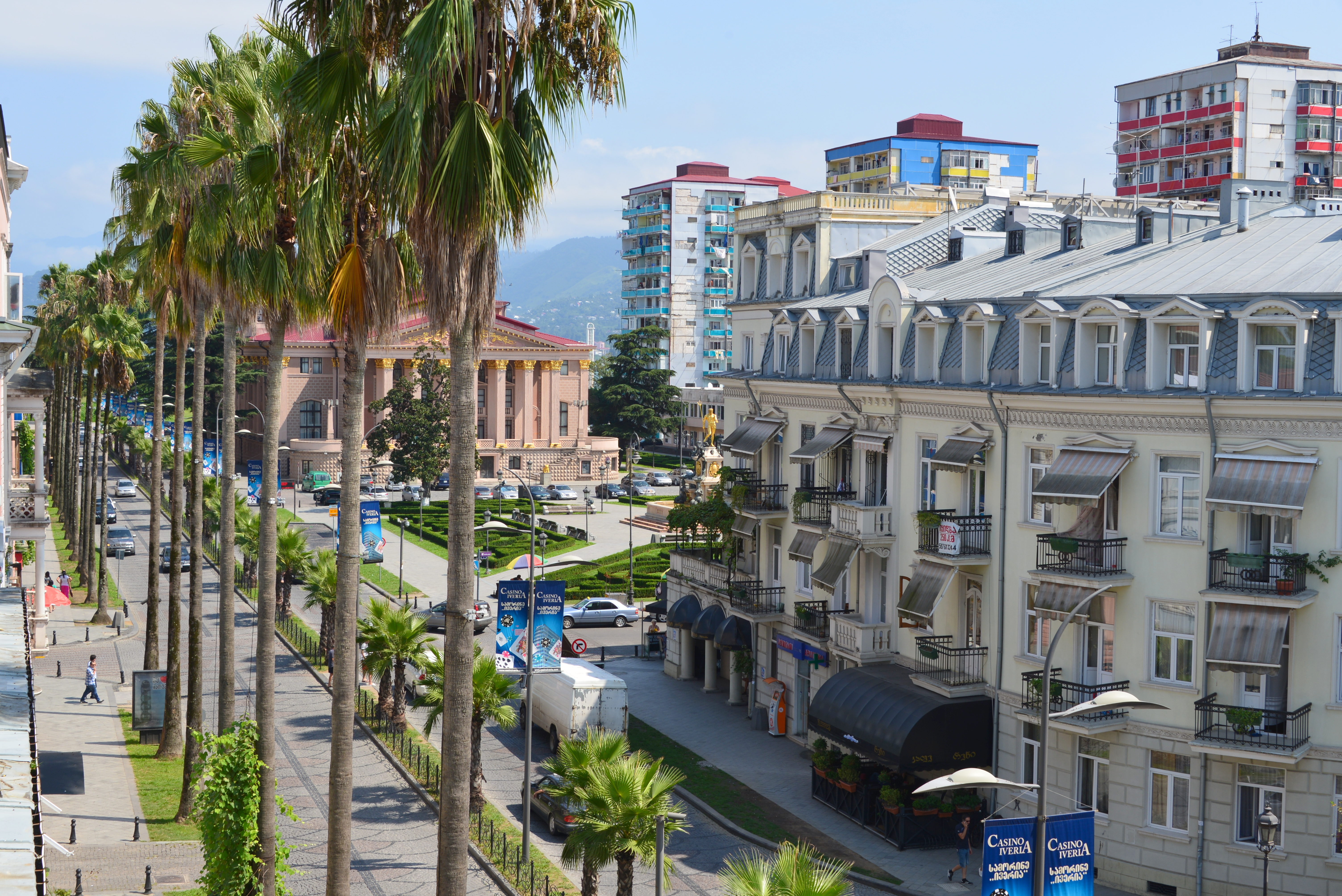
Roestavelilaan in het centrum met zicht op het theater.

Het Verdrag van Brest-Litovsk, wat het einde betekende in maart 1918 van de deelname van de bolsjewistische RSFSR aan de Eerste Wereldoorlog, resulteerde erin dat Batoemi opnieuw in Turkse handen kwam, wat enkele maanden later bekrachtigd werd in het Verdrag van Batoemi tussen het Ottomaanse Rijk en de inmiddels gevormde Democratische Republiek Georgië. Als gevolg van het einde van de Eerste Wereldoorlog viel het gebied van december 1918 tot juli 1920 tijdelijk onder Brits gezag, waarna Adzjarië met Batoemi werd overgedragen aan de Democratische Republiek Georgië, die het gebied autonomie verleende. Gedurende de Sovjet invasie van Georgië in februari 1921 heroverden de Turken het gebied weer, waarna het noordelijke deel van het oorspronkelijke Adzjarië, inclusief Batoemi, alsnog afgestaan werd aan de inmiddels opgerichte Georgische Socialistische Sovjetrepubliek in ruil voor de provincie Kars, die aan de Turken viel. Dit werd geformaliseerd in artikel VI van het Verdrag van Kars op voorwaarde dat de moslimbevolking autonomie zou krijgen. In juli 1921 werd de Autonome Socialistische Sovjetrepubliek Adzjaristan binnen de Georgische SSR opgericht. Het was daarmee de enige autonomie in de Sovjet-Unie die gebaseerd was op religie in plaats van etniciteit.

### 1921-1991
Gedurende de Sovjetoverheersing had Batoemi een over het algemeen weinig opvallend bestaan. Het was de meest zuidelijke havenstad van de Sovjet-Unie en de bestaande olie-infrastructuur werd uitgebreid. De Adzjaren hadden weliswaar een unieke religieuze autonomie binnen de Georgische SSR, maar dat betekende geenszins dat dit zich vertaalde in vrijheden. Ook Adzjarië ontkwam niet aan religieuze onderdrukking. De jaren 1920 waren rumoerig in Adzjarië met verschillende opstanden tegen de onderdrukking en verplichte collectivisatie.
Batoemi bleef in eerste instantie nog rustig tijdens de Augustusopstand in de Georgische sovjetrepubliek, maar ontsnapte uiteindelijk niet aan de Sovjet-terreur die er uit voortvloeide. Op 31 augustus 1924 werden lokale deelnemers aan anti-Sovjet-demonstraties doodgeschoten, waaronder generaal-majoor Giorgi Poertseladze, die eerder streed om Batoemi vrij te krijgen van de Ottomanen.
In april 1929 kwamen islamitische dorpsbewoners in de bergen van Adzjarië in opstand tegen de verplichte collectivisatie en religieuze vervolging. De Sovjettroepen werden ingeroepen en de opstand werd snel neergeslagen. Duizenden Adzjaren werden uit de republiek gedeporteerd. De Grote Zuivering van de jaren 1937-38 ging ook in Batoemi niet ongemerkt voorbij.

### Vanaf 1991

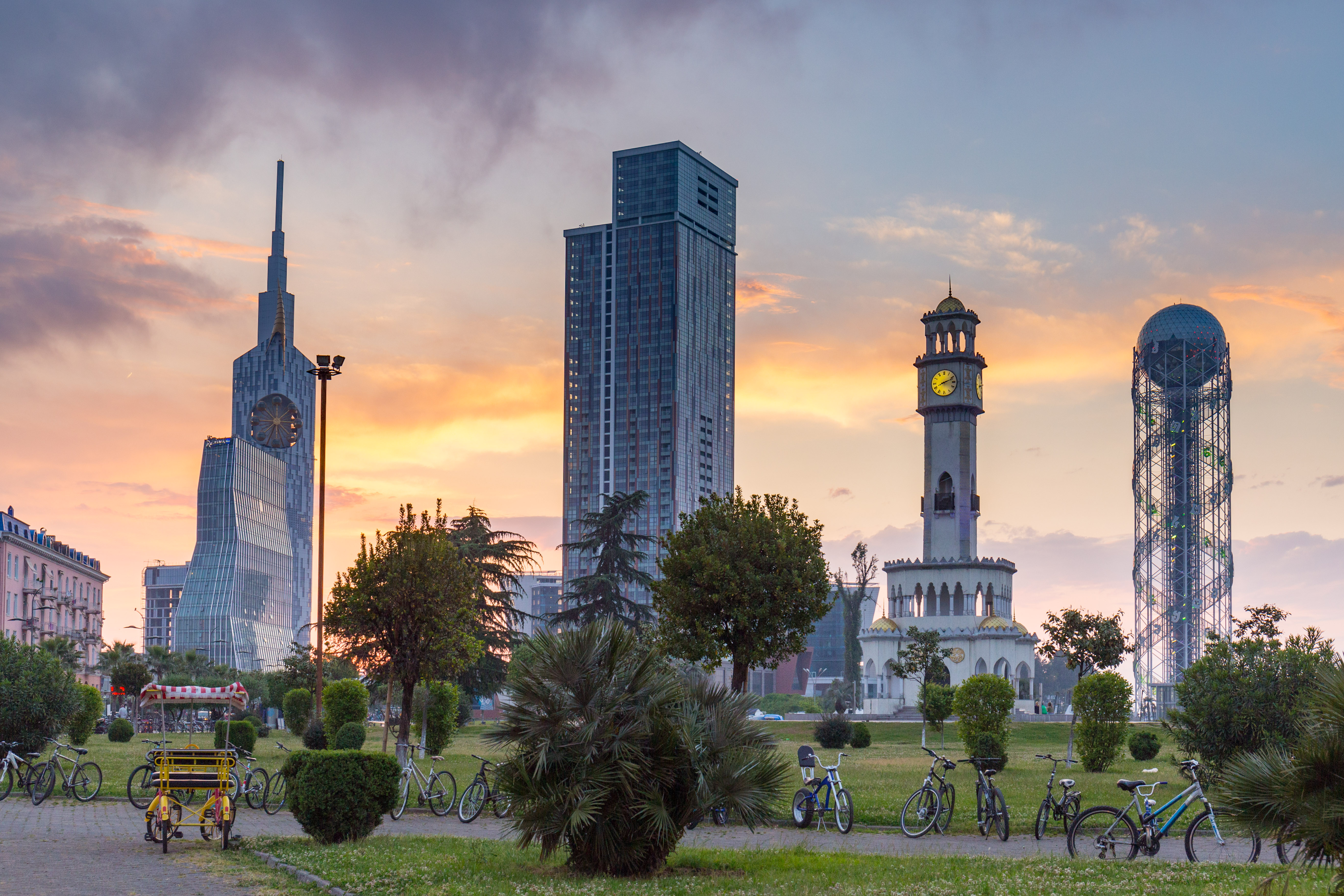
De moderne skyline van Batoemi.

Na het uiteenvallen van de Sovjet-Unie in 1991, werd Aslan Abasjidze benoemd tot hoofd van de regering van de Autonome Republiek Adzjarië, die de republiek als een persoonlijk koninkrijk bestuurde. Aan zijn corrupte bewind kwam een einde na de Adzjarië crisis in 2004.
President Micheil Saakasjvili, die dat jaar na de Rozenrevolutie van 2003 was gekozen, zette in op het aanjagen van de lokale economie en ontwikkeling van Batoemi als badplaats aan de Zwarte Zee. Het vliegveld werd vernieuwd en uitgebreid, in de stad werd het oude centrum gerestaureerd, er kwam een nieuwe boulevard en er werden grote moderne hotels gebouwd. Als een van de weinige steden in Georgië groeit de bevolking sindsdien en is het een populaire toeristenbestemming geworden.

## Demografie
Batoemi had per 1 januari 2024 183.181 inwoners, een groei van meer dan 30.000 inwoners, oftewel bijna twintig procent, ten opzichte van de volkstelling van 2014. Deze groei is constant sinds 2014, maar heeft zich sinds 2022 versneld. Als gevolg van de Russische invasie van Oekraïne in 2022 emigreerden veel Russen naar Georgië. Na Tbilisi is Batoemi de belangrijkste plaats van vestiging.
| Inwoners                                                                | 14.803 | 28.508 | 60.810 | 48.474 | 82.328 | 100.603 | 122.815 | 136.609 | 121.806 | 152.839 | 169.095 | 183.181 |
| Verantwoording data: Bevolkingsstatistiek Georgië 1886 tot heden. Noot: |        |        |        |        |        |         |         |         |         |         |         |         |

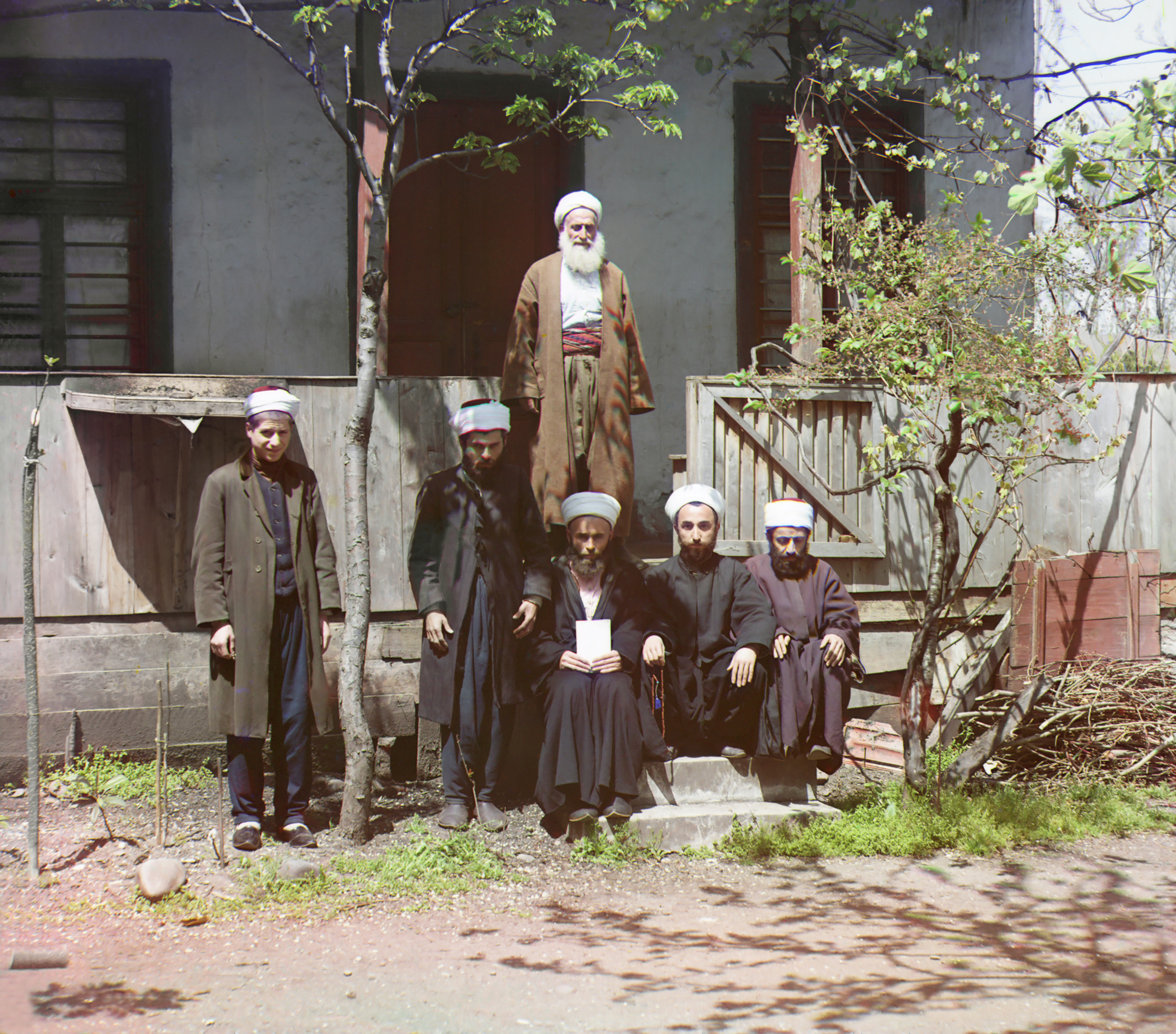
Een groep moellahs in Batoemi (c. 1910).

In het verleden fluctueerde de bevolkingsomvang van Batoemi, wat samenviel met grote historische gebeurtenissen. Sinds Batoemi eind 19e eeuw onder Russische overheersing een belangrijke oliehaven werd met de aansluiting op spoorwegen en de aanleg van een oliepijpleiding uit Bakoe is het aantal inwoners van de stad snel gegroeid tot de Sovjetperiode begon. In de jaren 1920 zakte het aantal inwoners flink. Later nam het aantal inwoners weer snel toe tot de chaotische jaren 1990 in het onafhankelijke Georgië.
Sinds 2010 is er weer sprake van groei. In 2012 vond er een gemeentelijke herindeling plaats, waardoor een tiental plaatsen ten noorden van Batoemi werden ingelijfd, maar daarna volgde sterke autonome groei. In 2014 was Batoemi de stad Koetaisi voorbij gegroeid en werd het de tweede grote stad van Georgië.

### Etniciteit en religie

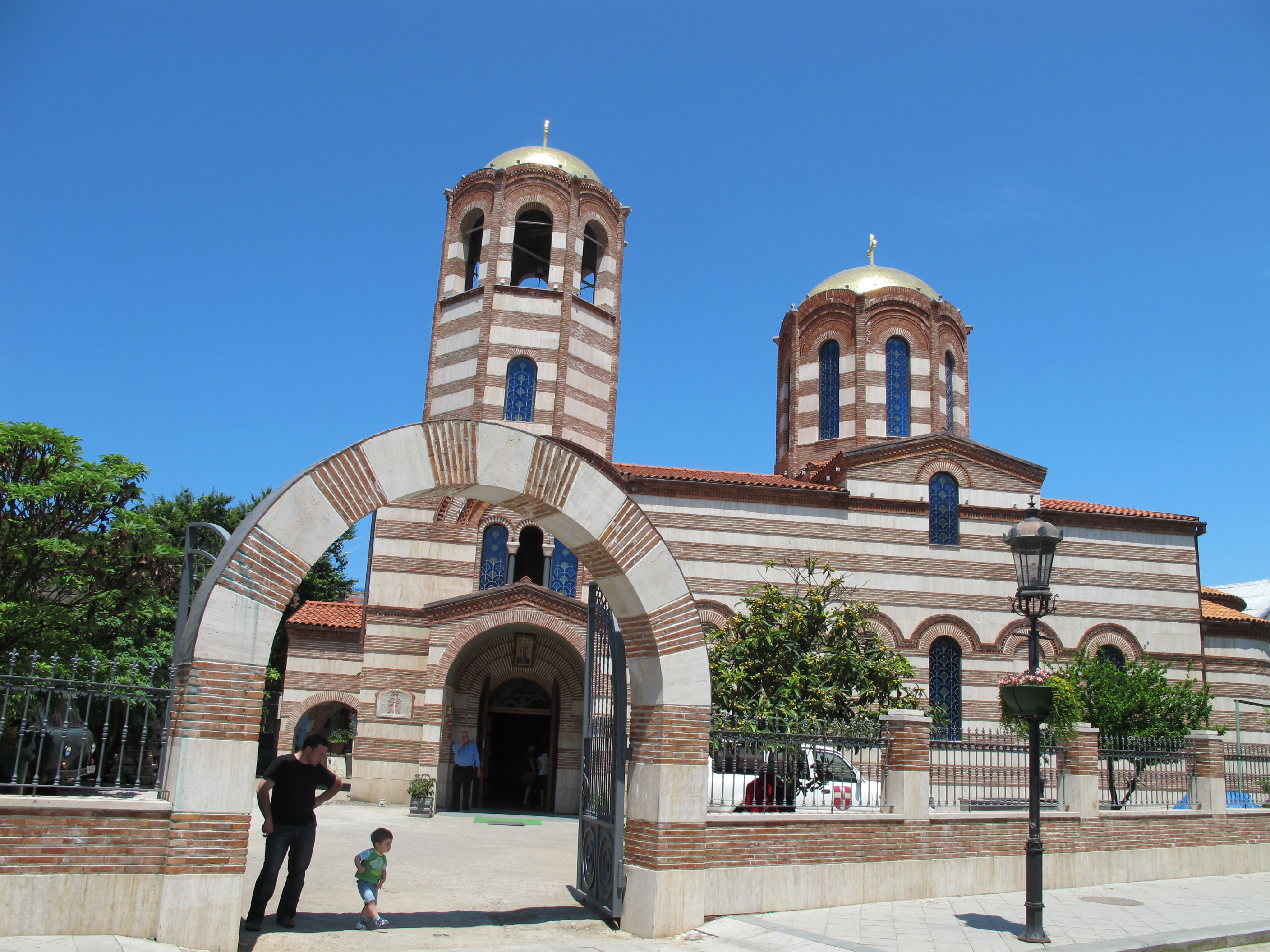
Grieks-Orthodoxe Sint Nicolaaskerk.

In Batoemi komen alle belangrijke godsdiensten van de Kaukasus voor. Het grootste deel van de bevolking is oosters-orthodox (68,7%) of moslim (25,3%). Verder is 0,6% Armeens-Apostolisch en zijn er kleine gemeenschappen (tot 100 mensen) katholieken, jehova's, protestanten, joden en jezidi's. Een kleine 4.000 personen (2,6%, de derde grote groep) is niet gelovig.

## Bestuur

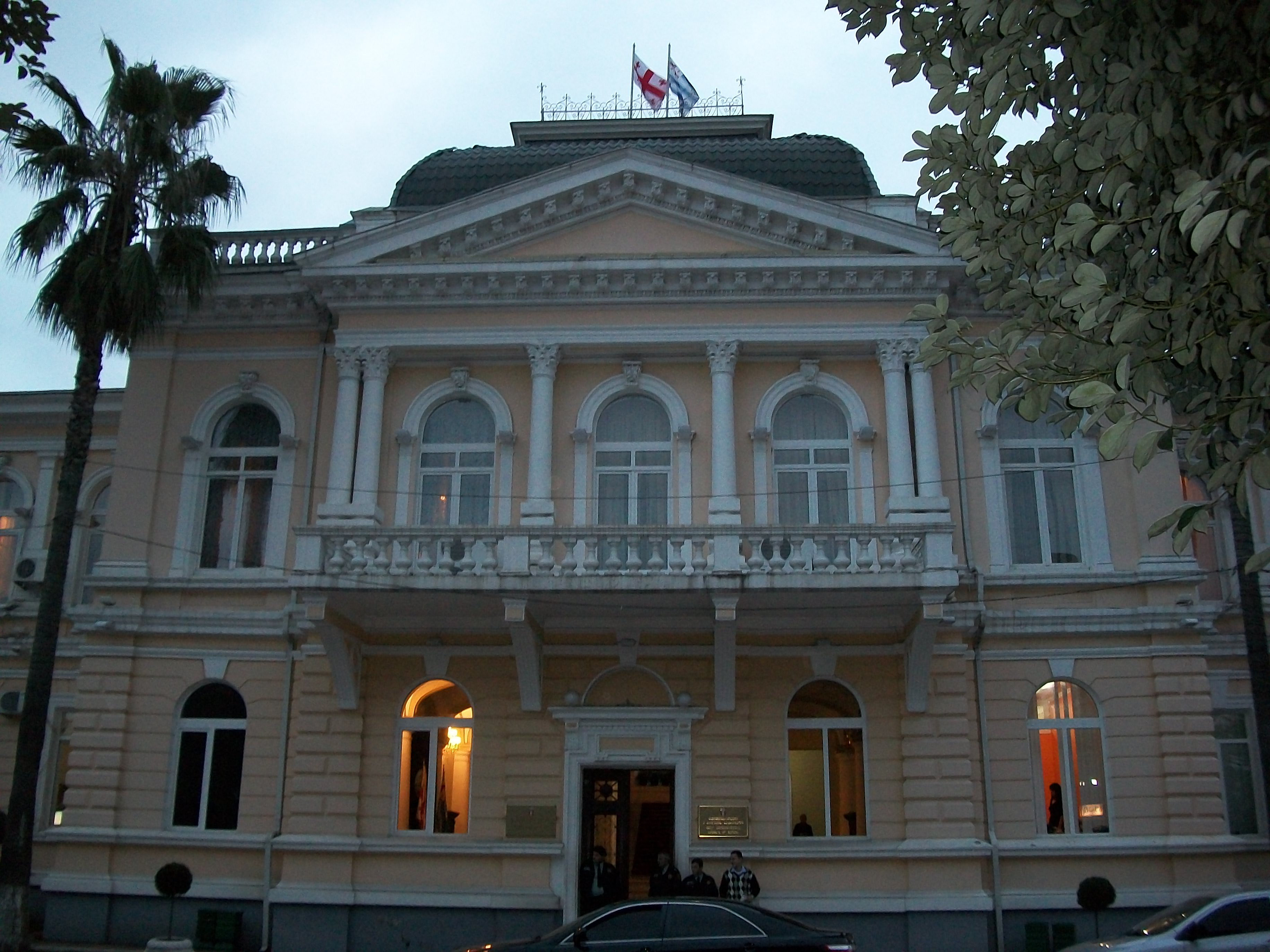
Stadhuis van Batoemi

De gemeenteraad van Batoemi (Georgisch: საკრებულო, sakreboelo) wordt elke vier jaar gekozen in een gemengd kiesstelsel. Een deel wordt via enkelvoudige kiesdistricten gekozen en een deel via evenredige vertegenwoordiging van gesloten partijlijsten, waarvoor een kiesdrempel geldt van drie procent.
| Samenstelling Sakreboelo (zetels per partij) | Samenstelling Sakreboelo (zetels per partij) | Samenstelling Sakreboelo (zetels per partij) | Samenstelling Sakreboelo (zetels per partij) | Samenstelling Sakreboelo (zetels per partij) | Samenstelling Sakreboelo (zetels per partij) |
| Partij                                       | Partij                                       | 2014                                         | 2017                                         | 2021                                         |                                              |
| -------------------------------------------- | -------------------------------------------- | -------------------------------------------- | -------------------------------------------- | -------------------------------------------- | -------------------------------------------- |
|                                              | Georgische Droom (GD)                        | 17                                           | 19                                           | 16                                           |                                              |
|                                              | Verenigde Nationale Beweging (UNM)           | 3                                            | 4                                            | 15                                           |                                              |
|                                              | Overige partijen                             | 5                                            | 2                                            | 4                                            |                                              |
| Totaal                                       | Totaal                                       | 25                                           | 25                                           | 35                                           |                                              |

## Economie

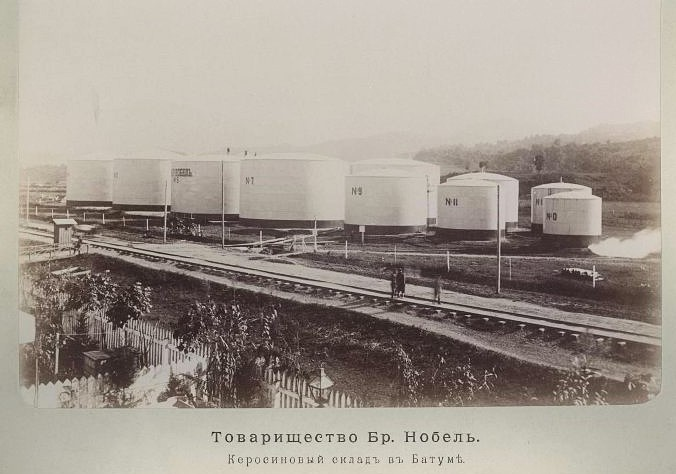
Kerosine-opslag in Batoemi (1888).

In 1885 verkreeg de Rothschild familie de Batum Oil Refining and Trading Company nadat de familie de aanleg van de spoorlijn naar Bakoe had gefinancierd. Het oliebedrijf kreeg met de kapitaalkrachtige familie veel geld om de activiteiten sterk uit te breiden en bouwden olieopslagtanks en raffinaderijen en maakte van de stad een van de grootste oliehavens van die tijd. Batoemi is nog steeds het eindpunt van de (oost-west) spoorweg door de Kaukasus en het eindpunt van een belangrijke oliepijpleiding. De industrieën zijn onder andere olieraffinaderijen, scheepsbouw, voedselverwerking en lichte productie. 
Over de kustweg en door Batoemi loopt de belangrijkste transportroute naar Turkije, waar ook verkeer van en naar Armenië en Azerbeidzjan veel gebruik van maakt. Door de slechte verstandhouding met buurland Rusland en de beperkte overland verbindingen ermee, is Georgië voor een groot deel aangewezen op import uit Turkije en Oekraïne via de haven en kustsnelweg van Batoemi.
De stad ligt in een subtropische streek, rijk aan citrusvruchten en thee en toerisme is een belangrijke factor geworden in de lokale economie. Batoemi is na hoofdstad Tbilisi de meest bezochte stad door (internationale) toeristen.

## Bezienswaardigheden

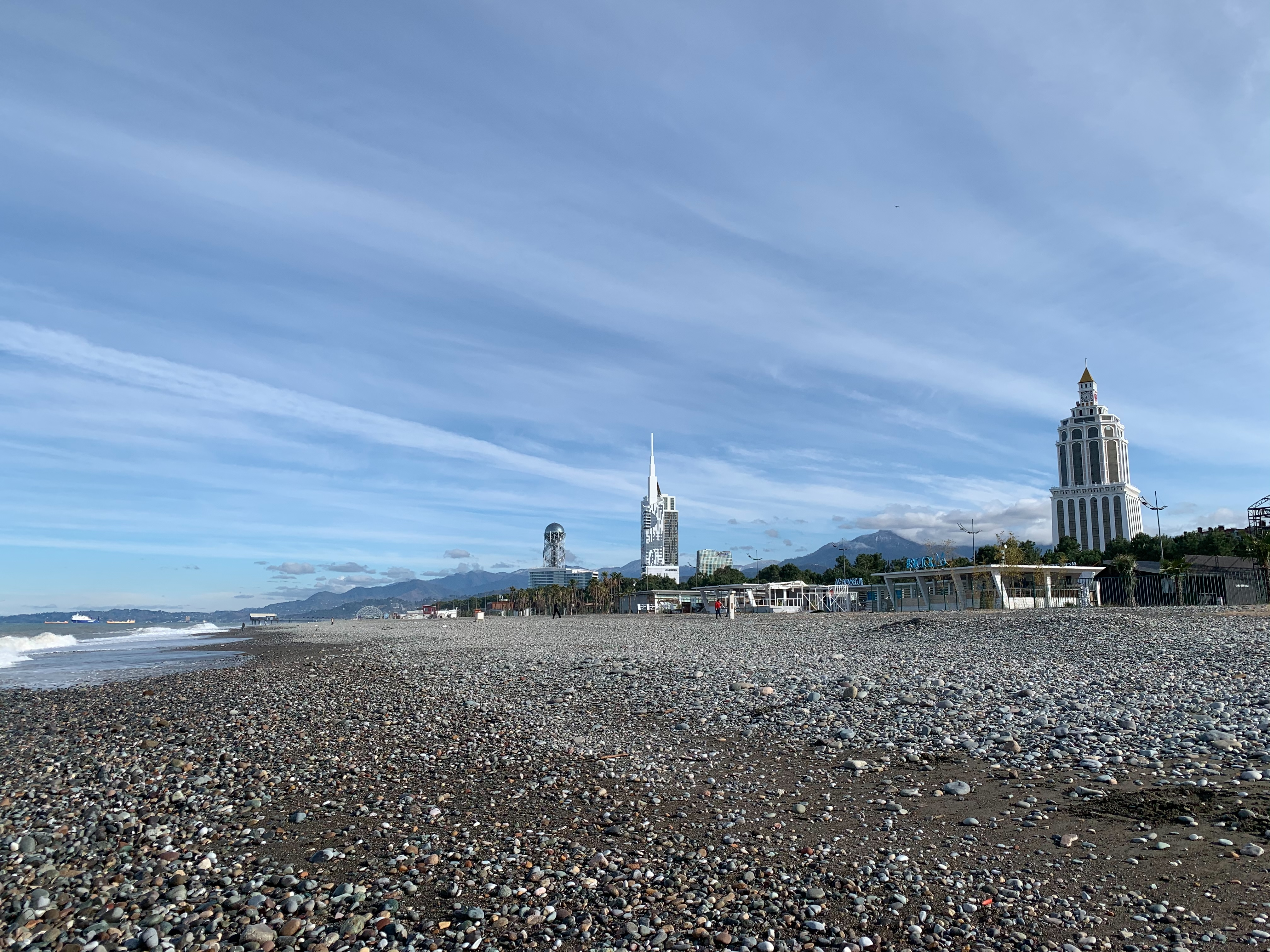
Het kiezelstrand van Batoemi

De belangrijkste bezienswaardigheden in Batoemi zijn het opgeknapte oude centrum en de boulevard, een kilometerslange baan langs het kiezelstrand met restaurants en bars. Er zijn oude kerken en moskeeën, zoals de Armeense en Griekse kerken of de Batoemi-moskee. Andere bezienswaardigheden zijn onder andere het Adzjaars museum, de grote botanische tuinen zeven kilometer ten noorden van de stad en een aquarium, het enige in de toenmalige Sovjet-Unie. 

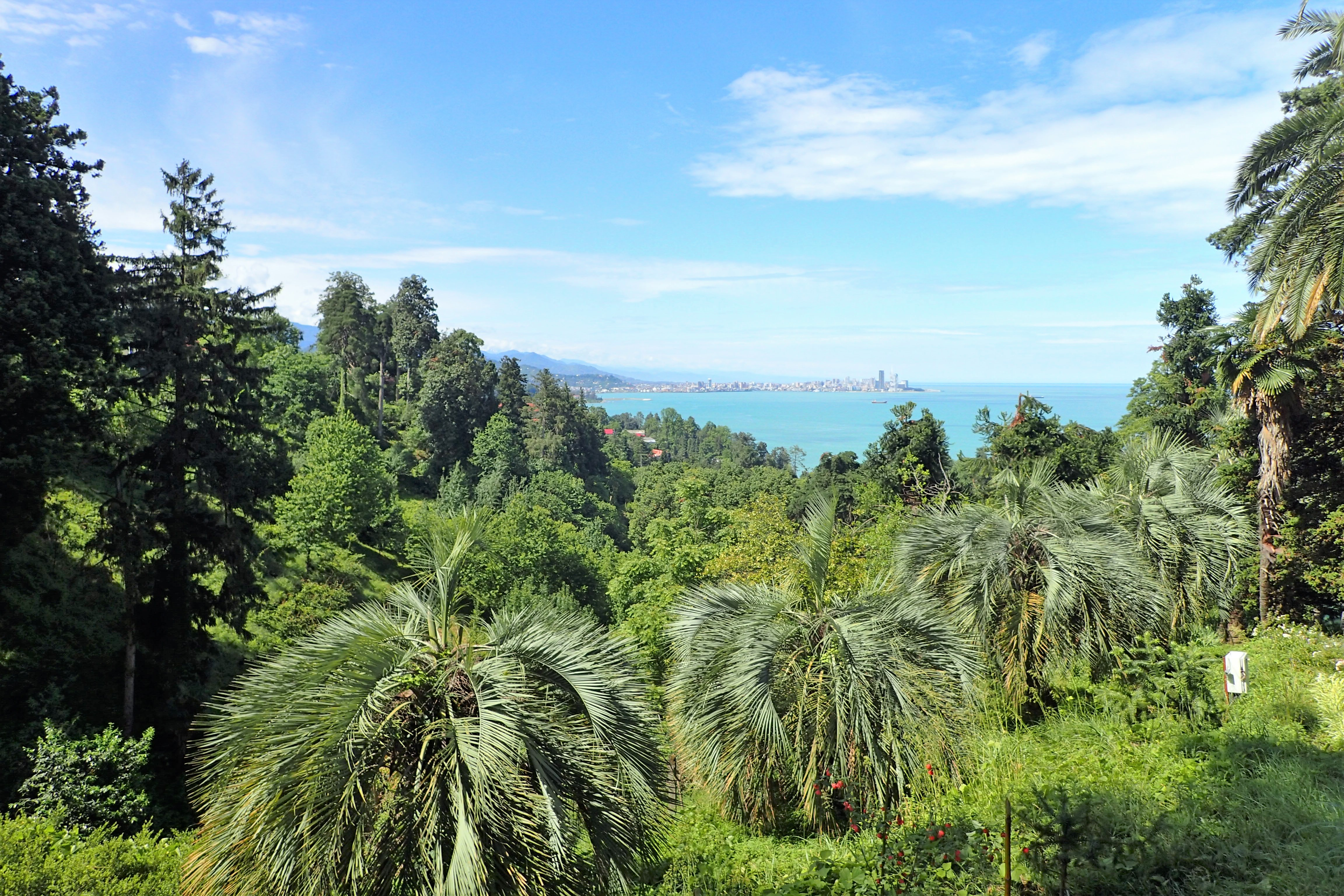
Zicht op Batoemi vanaf botanische tuin

Batoemi en het strand golden als de zuidelijkste (en warmste) van de Sovjet-Unie. In de laatste decennia van de Sovjet-Unie groeide Batoemi, naast Soechoemi, dan ook uit tot de belangrijkste zon-zee-strandbestemming voor de communistische jeugd. De stad geniet populariteit onder vooral Georgiërs, Turken en Russen.
De stad maakte sinds het vertrek van voormalig regioleider Aslan Abasjidze in 2004 een metamorfose door: de oude buurten in het centrum werden gerenoveerd en deels gesaneerd. Hierbij verdwenen ook monumentale panden, maar er zijn goed bewaarde historische panden in sfeerrijke straatjes te bezichtigen.

## Vervoer
De Georgische internationale hoofdweg S2 / E70 (Senaki - Poti - Koboeleti - Sarpi) loopt door de stad en is de belangrijkste weg naar de Turkse grens alsmede de hoofdroute naar Tbilisi. Een nieuwe bypass rond Batoemi moet medio 2024 klaar zijn. De belangrijkste interregionale route vanaf de stad is de nationale route Sh1 die via de binnenlanden van Adzjarië over de 2027 meter hoge Goderdzi-pas naar de stad Achaltsiche gaat. Deze weg volgt de kloof van de Adjaristskali en was in de late Sovjet periode onderdeel van de Sovjet hoofdroute A306.
Sinds 1883 is Batoemi per spoor verbonden met Tbilisi via Samtredia, Chasjoeri en Gori. Het nieuwe centraal station van Batoemi is gelegen aan de noordkant van de stad, voorbij de haven, en werd in 2015 geopend. Voorheen was het station in de binnenstad gelegen, in de Tsjavtsjavadzestraat. Er rijden per dag meerdere rechtstreekse treinen tussen Batoemi en Tbilisi, sommigen non-stop. Tevens is er een dagelijkse trein naar Ozoergeti.
Batoemi heeft een eigen internationale luchthaven dat in reizigersaantallen de derde luchthaven van het land is. De luchthaven ligt aan de zuidzijde van de stad, naast en parallel aan de Tsjorochi rivier.

## Stedenbanden
Batoemi onderhoudt stedenbanden met:
- Altınordu, Turkije (2011)
- Asjdod, Israël (2012)
- Bari, Italië (1987)
- Boergas, Bulgarije (2009)
- Brest, Wit-Rusland (2015)
- Daugavpils, Letland (2012)
- Donetsk, Oekraïne (2013)
- Jalta, Oekraïne (2008)
- Jūrmala, Letland (2014)
- Kislovodsk, Rusland (1997)
- Kuşadası, Turkije (2010)
- Marbella, Spanje (2010)
- Nachitsjevan, Azerbeidzjan (2012)
- Netanja, Israël (2018)
- New Orleans, Verenigde Staten (2012)
- Nysa, Polen (2017)
- Paphos, Cyprus (2016)
- Piraeus, Griekenland (1996)
- Praag 1, Praag 1 (2013)
- Rostock, Duitsland (2012)
- San Sebastian, Spanje (1987)
- Savannah, Verenigde Staten (1992)
- Sharm-el-Sheikh, Egypte (2014)
- Ternopil, Oekraïne (2011)
- Trabzon, Turkije (2000)
- Ürümqi, Volksrepubliek China (2015)
- Vanadzor, Armenië (2006)
- Verona, Italië (2010)
- Volos, Griekenland (2007)
- Yalova, Turkije (2012)

## Sport
Dinamo Batoemi is de belangrijkste voetbalclub van Batoemi die in 1998 de Georgische voetbalbeker won. Dinamo Batoemi speelt zijn wedstrijden in het Batoemistadion.

## Geboren in Batoemi
- Nicolas Florine (1891-1972), Belgisch ingenieur van Georgisch-Russische afkomst
- Herbert Backe (1896-1947), politicus in het Derde Rijk en oorlogsmisdadiger.
- Arkadi Stroegatski (1925-1991), Russisch schrijver
- Joannis Avramidis (1922-2016), Grieks-Oostenrijkse beeldhouwer
- Lamara Tsjkonia (1930-2024), operazangeres, sopraan
- Revaz Gogelia (1932-1999), voormalig basketbalspeler en coach
- Ilia Datoenasjvili (1937-2022), voetballer
- Aslan Abasjidze (1938), voormalig leider Adzjarië (1991-2004)
- Anzor Kavazasjvili (1940), voetballer en trainer
- Nodar Chizanisjvili (1953), voetballer
- Fjodor Joertsjichin (1959), Russisch kosmonaut
- Valeri Meladze (1965), Russische zanger, producer en televisiepresentator van Georgische afkomst
- Levan Varsjalomidze (1972), politicus en leider van de Adzjaarse regering 2004-2012
- Davit Mujiri (1978), voetballer
- Aleksander Goeroeli (1985), voetballer
- Sopho Chalvasji (1986), zangeres
- Khatia Buniatishvili (1987), pianiste
- Boris Koltsov (1988), Russisch darter